# Valenciennes Hainaut HC
Die Diables Rouges de Valenciennes (offizieller Name: Valenciennes Hainaut Hockey Club) sind eine französische Eishockeymannschaft aus Valenciennes, welche 1970 gegründet wurde und seit 2023 erneut in der Division 1, der zweithöchsten französischen Eishockeyliga, spielt.

## Geschichte
Der Valenciennes Hainaut Hockey Club wurde 1970 gegründet. In der Folgezeit spielte die Mannschaft regelmäßig in der drittklassigen Division 2 sowie der zweitklassigen Division 1. Größter Erfolg der Mannschaft war die Drittligameisterschaft 1991. In der Saison 1992/93 trat die Mannschaft zum ersten und bislang einzigen Mal in der höchsten französischen Spielklasse an. In dieser waren sie jedoch chancenlos. Nach nur einem Punkt in 14 Hauptrunden-Spielen belegte das Team auch in der Abstiegsrunde den letzten Platz und stieg in die zweite Liga ab. Ab der Saison 2012/13 trat die Mannschaft in der viertklassigen Division 3 an, bevor 2017 der Aufstieg in die dritte Liga (Div. 2) gelang. Nach sechs Spielzeiten in der Division 2 kehrte Valenciennes 2023 in die zweite Liga (Div. 1) zurück.

## Erfolge
- Meister der Division 2: 1991

## Bekannte ehemalige Spieler
- Karl Dewolf